# اشتروبل
اشتروبل (به آلمانی: Strobl) یک منطقهٔ مسکونی در اتریش است که در ناحیه زالتسبورگ-اومگه‌بونگ واقع شده‌است. اشتروبل ۹۳٫۸۹ کیلومتر مربع مساحت دارد ۵۴۲ متر بالاتر از سطح دریا واقع شده‌است.